# Isaac Lowthian Bell

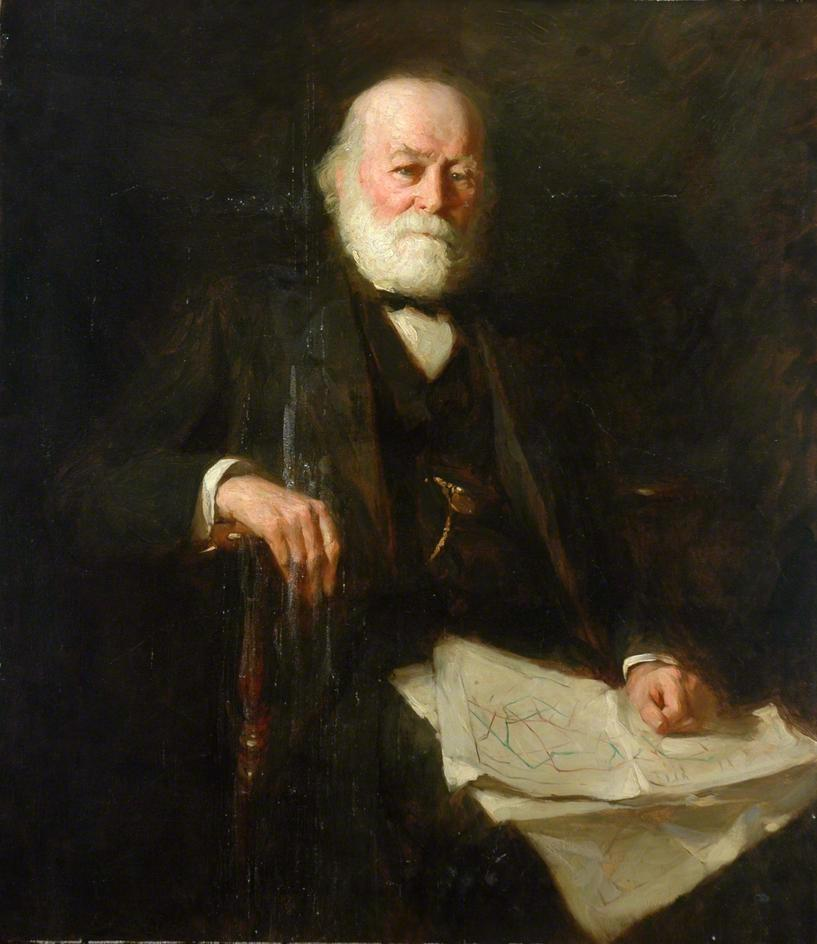
Isaac Lowthian Bell

Sir Isaac Lowthian Bell, 1. Baronet FRS (* 18. Februar 1816; † 20. Dezember 1904), häufig auch nur unter Lowthian Bell geführt, war ein britischer Industrieller der Stahlindustrie und liberaler Politiker. Er zählte zeitweilig dank seiner umfangreichen Industriebeteiligungen zu den wohlhabendsten Briten. Zu seinen wichtigsten Industriebeteiligungen gehörten Eisenwerke bei Port Clarence am Nordufer des Tees, die ihm gemeinsam mit seinen Brüdern gehörte. Er war der Gründer der ersten britischen Industrieanlage für die Produktion von Aluminium.
Neben seinen wirtschaftlichen Unternehmungen war er sowohl wissenschaftlich wie politisch aktiv. Er forschte insbesondere an Verbesserungen der Eisen- und Stahlproduktion und war unter anderem Mitglied der Royal Society. Zwei Mal war er Bürgermeister von Newcastle upon Tyne und er saß im britischen Parlament vom Februar bis Juni 1874 als Abgeordneter für North Durham sowie von 1875 bis 1880 als Abgeordneter für The Hartlepools. Er war Gründer einer Industrievereinigung im Stahlwesen, der er von 1873 bis 1875 vorsaß. 1874 wurde er als erster mit der Bessemer Gold Medaille ausgezeichnet, die von Henry Bessemer gestiftet wurde. 1884 war er Präsident der Institution of Mechanical Engineers. Seit 1876 war er gewähltes Mitglied der American Philosophical Society.
Am 21. Juli 1885 wurde ihm der erbliche Adelstitel eines Baronet, of Rounton Grange in the County of York and of Washington Hall in the County of Durham, verliehen.
Privat war er ab 1842 mit Margaret Pattinson verheiratet, der Tochter von Hugh Lee Pattinson, der den Pattinson Prozess zur Trennung von Silber und Blei entwickelt hatte. Zu seinen Kindern zählt unter anderem sein Titelerbe Thomas Hugh Bell, der wiederum Vater der Orientalistin und britischen Forschungsreisenden Gertrude Bell war.